# 雅典站
雅典站（羅馬化：Sidirodromikós Stathmós Athinós），为希腊雅典市的主要火车站，也是希臘第二大火車站，位于雅典柯隆納斯街区。1904年建立。該站是於2005年由比雷埃夫斯—普拉提鐵路的拉里薩總站和比雷埃夫斯-帕特雷鐵路的伯羅奔尼薩總站合併而成。
該站仍被當地人稱為拉里薩站，服務該站的雅典地鐵站亦同樣稱為拉里薩站。

## 歷史
該車站於 1904 年落成，以拉里薩市（當時希臘王國最北端的城市）命名，也是距離標準軌比雷埃夫斯-帕帕波利（位於當時希臘王國北疆）鐵路北部終點站最近的車站。 [4] 鄰近的伯羅奔尼撒站於 1884 年 6 月 30 日落成，火車可由該站通過比雷埃夫斯-帕特雷米軌鐵路前往伯羅奔尼撒。 1920 年，希臘國家鐵路公司成立； 然而，許多鐵路公司，例如比雷埃夫斯、雅典及伯羅奔尼撒鐵路公司（SPAP），仍繼續作為獨立公司運作，並在兩年後再次成為獨立公司。
由於債務不斷增加，SPAP 在 1939 年至 1940 年間受到政府控制。在軸心國佔領希臘期間（1941-44 年），雅典由德國軍隊控制，該線路用於運輸部隊和武器。 佔領期間（特別是 1944 年德國撤軍期間），該網絡遭到德國軍隊和希臘抵抗組織的嚴重破壞。希臘內戰結束後，軌道和機車車輛的更換花費了一些時間，雅典站於 1948 年左右才恢復正常服務水平。1954 年，SPAP 再次國有化。 1962 年，SPAP 合併至希臘國家鐵路公司。 1970 年，希臘鐵路組織成為希臘國家鐵路公司的合法繼承者，接管了希臘大部分鐵路基礎設施的責任。 1971 年 1 月 1 日，車站和大部分希臘鐵路基礎設施被移交給國有公司希臘鐵路組織 S.A.。 1990 年代初，國家結束希臘鐵路組織對農產品和化肥運輸的壟斷後，貨運量急劇下降。
位於該站旁的雅典地鐵拉里薩站於 2000 年 1 月 28 日啟用，位於地下，由2 號線連接安東波利（Anthoupoli）和希臘（Elliniko）站 。
2003年，希臘鐵路組織推出了雅典市郊鐵路（Proastiakos）作為子公司，負責為2004年夏季奧運會在雅典大都市區建立市郊鐵路網絡。 伯羅奔尼撒站以及比雷埃夫斯和阿吉奧伊安納吉羅伊（Agioi Anargyroi）之間的米軌線於 2005 年 8 月 7 日關閉。 2005年9月27日，科林斯市郊鐵路線開通後，其服務轉移至拉里薩站。  2005 年，希臘鐵路組織創建新品牌 TrainOSE，專注於鐵路服務和乘客界面。 2008年，所有雅典郊區鐵路服務均轉移到TrainOSE。
最後一趟列車於 2017 年 6 月 4 日從未現代化的拉里薩站出發，隨後車站因各種升級改造而關閉，包括安裝鐵路電氣化系統。升級後的車站於2017年7月30日重新開放。 2022 年 7 月，該站開始提供希臘鐵路（即前 TrainOSE）列車服務。

## 車站設施
該車站由位於雅典市中心的一座大型兩層建築組成。目前該站有三個月台和四個軌道投入日常運作。 第二階段的升級工程正在進行中，包括建造新的軌道和月台、連接所有月台和地鐵站的中央地下通道、額外的人行地下通道和立交橋、建築修復工程以及車站周圍道路交通的檢修。與此同時，火車將繼續使用上次升級期間建造的月台和軌道，這些月台和軌道位於昔日伯羅奔尼撒站貨場的所在位置。

## 列車服務

### 目前服務
該站設有由希臘鐵路運營的城際列車、城際快車服務，通往拉里薩和塞薩洛尼基。雅典市郊鐵路則於本站提供前往阿提卡其他地區及伯羅奔尼撒半島北岸的列車服務。
截至 2022 年 5 月 15 日，該站於平日的列車服務如下：
- 城際快車（ETR）：每日（各方向）兩班，往塞薩洛尼基[12]
- 城際列車（IC）：每日（各方向）五班，往塞薩洛尼基（中途停站較多）[12]
- 快車：每日（各方向）一班，往卡兰巴卡[12]
- 區域列車：每日（各方向）一班，往萊亞諾克拉迪（Leianokladi）[12]
- 雅典市郊鐵路1號線：來往比雷埃夫斯及雅典機場），最密班次為1小時1班[13]
- 雅典市郊鐵路2號線：來往比雷埃夫斯及基亞托（Kiato，位於伯羅奔尼撒半島北岸），最密班次為1小時1班[14]
- 雅典市郊鐵路3號線：來往該站及哈爾基斯），最密班次為2小時1班，並於繁忙時間增加至1小時1班[15]

### 昔日服務
在 20 世紀，該站曾是一些國際列車的總站。曾服務本站的國際列車包括前往柏林的快車、東方快車（倫敦-雅典，經巴黎、蘇黎世、維也納、布達佩斯、貝爾格萊德、斯科普里，於1962年終止服務）和直達東方快車（倫敦-雅典，經巴黎、洛桑、威尼斯、盧布爾雅那、薩格勒布、貝爾格萊德、斯科普里，1962-76年間提供服務）。

## 車站圖片

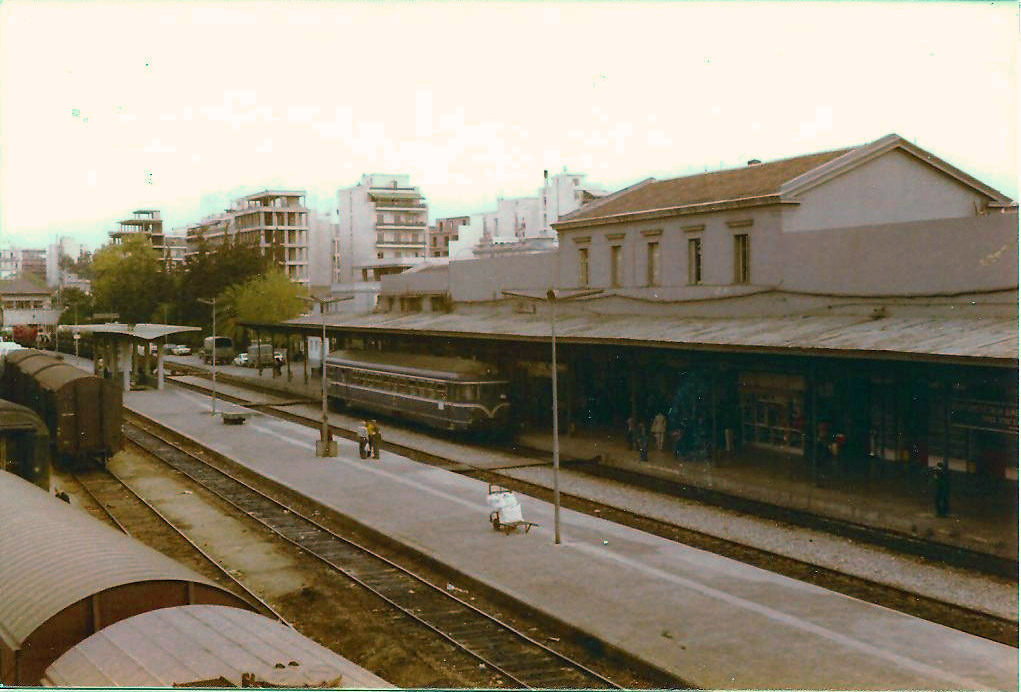
1979年時的拉里薩站，當時車站擁有米軌及標準軌鐵路
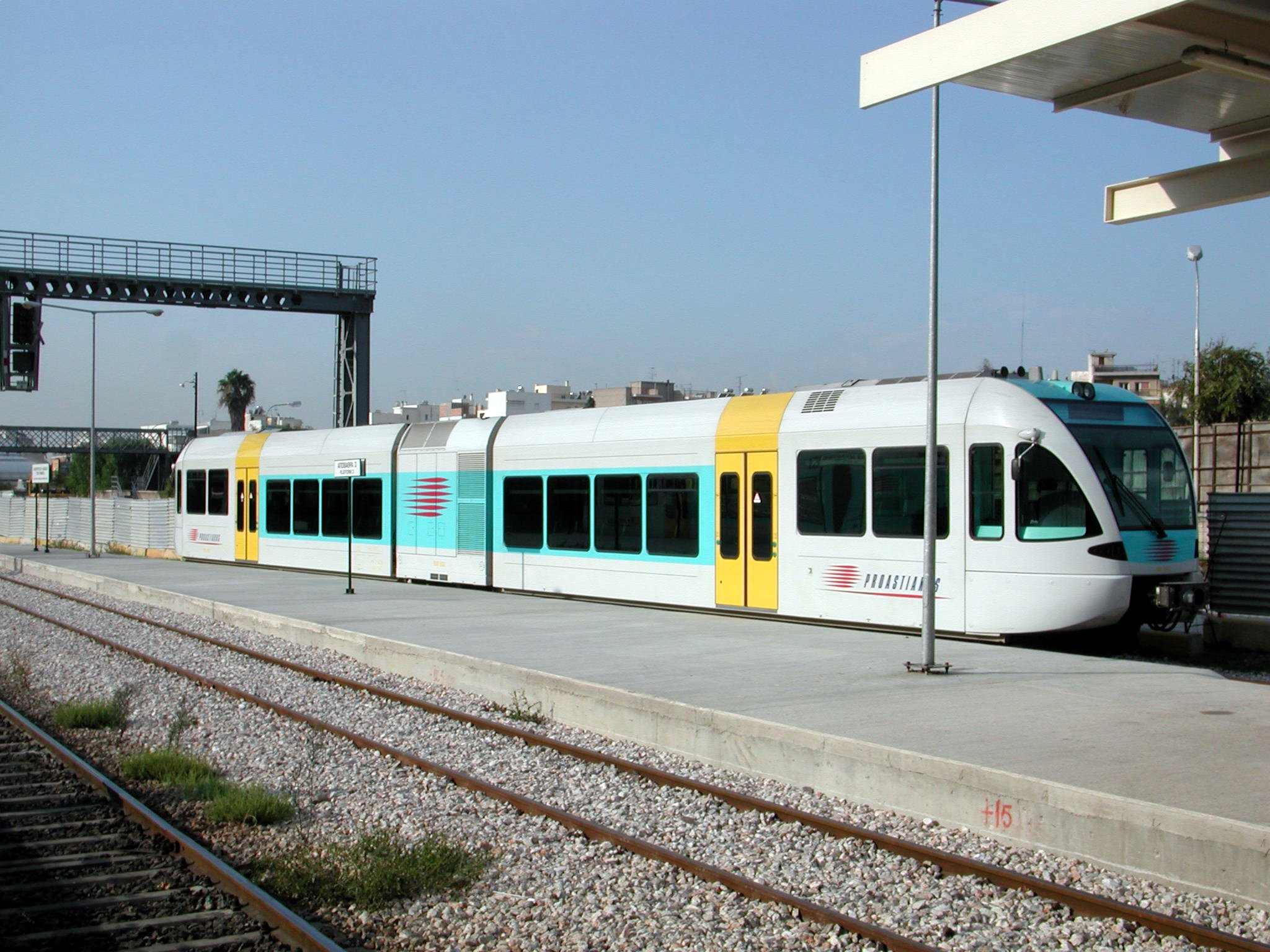
2005年時、停靠該站的雅典市郊鐵路柴聯車。當時該站的鐵路尚未電氣化。
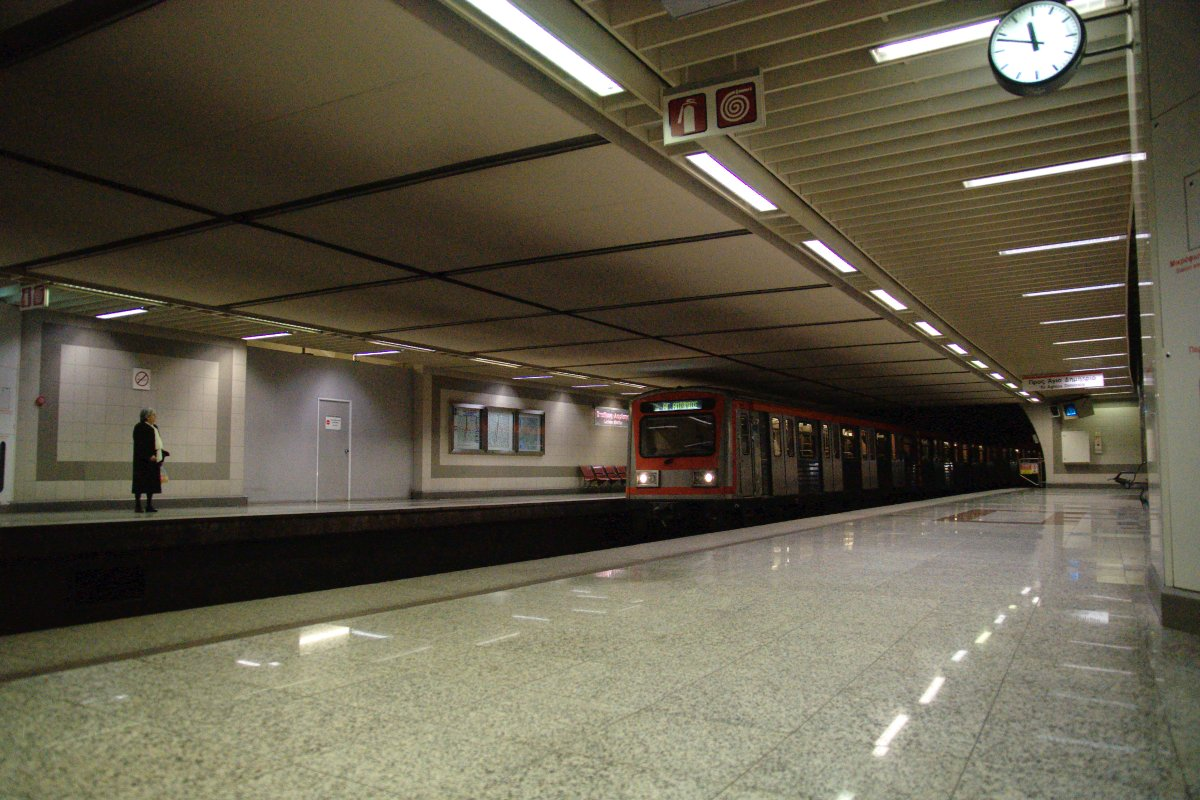
雅典地鐵拉里薩站（2010年）的一列阿爾斯通雅典地鐵首代電聯車
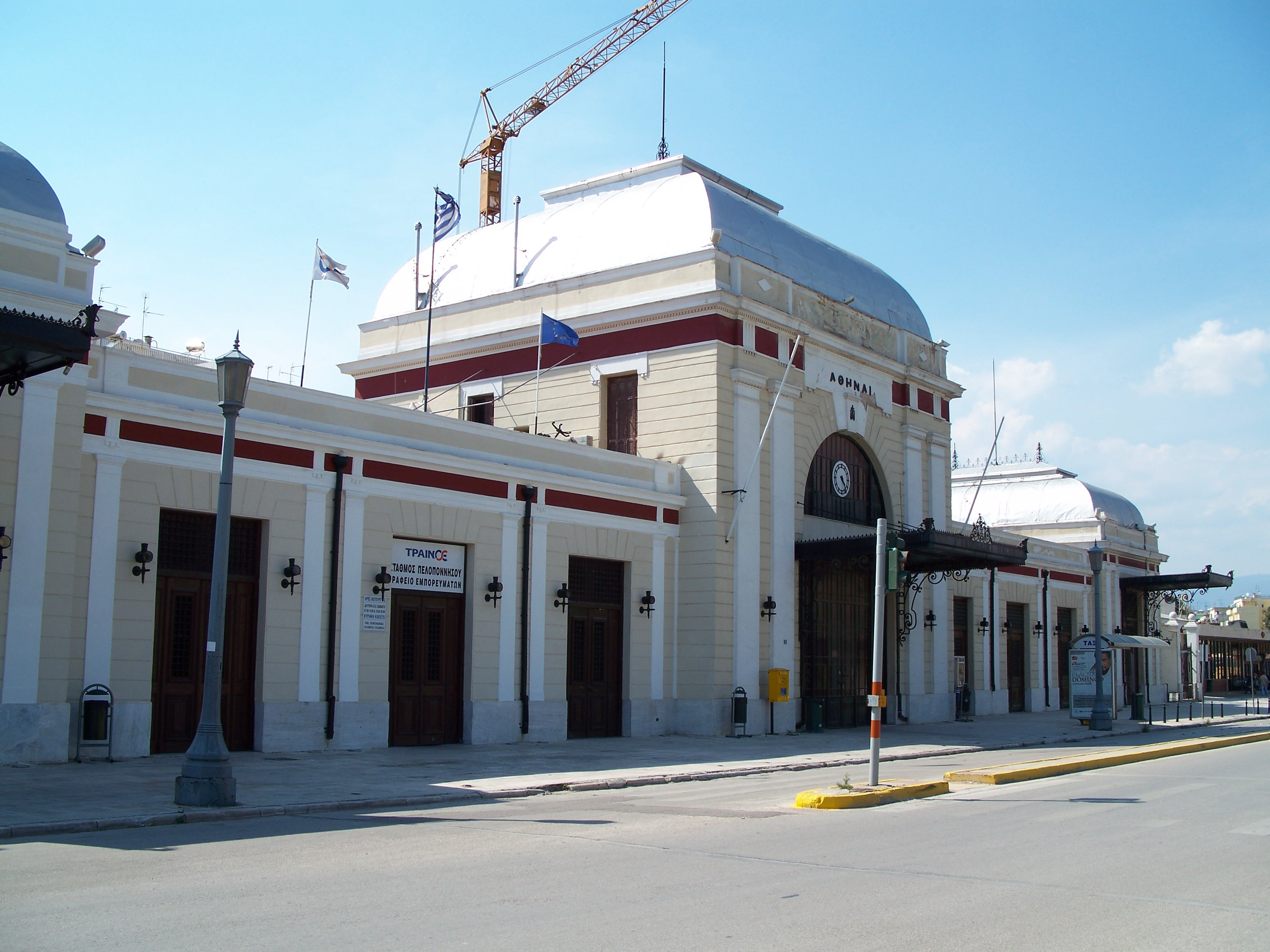
已關閉的伯羅奔尼撒站，攝於2007年，現已列入遺產名錄